# Alena Sjvajbovitsj
Alena Petrovna Sjvajbovitsj (Wit-Russisch: Алена Петровна Швайбовіч; meisjesnaam: Ксенжік; Ksenzjik) (Minsk, 3 februari 1966), is een Wit-Russisch voormalig professioneel basketbalspeler die uitkwam voor het nationale teams van de Sovjet-Unie en het Gezamenlijk team. Ze heeft de onderscheidingen ontvangen, Meester in de sport van de Sovjet-Unie in 1992.

## Carrière
Sjvajbovitsj begon haar carrière in 1984 bij Horizont Minsk. Met Horizont werd ze tweede om het Landskampioenschap van de Sovjet-Unie in 1989. In 1992 ging Sjvajbovitsj spelen voor Olimpia Poznań in Polen. Met Olympia werd ze twee keer Landskampioen van Polen in 1993 en 1994. In 1994 stapte ze over naar Dinamo Moskou in Rusland. Met Dinamo werd ze drie keer Landskampioen van Rusland in 1998, 1999 en 2000. In 2000 stopte ze met basketballen.
Met de Sovjet-Unie speelde Sjvajbovitsj op het Europees Kampioenschap van 1989 en won ze goud. Ook won Sjvajbovitsj zilver op de Goodwill Games in 1990. Met het Gezamenlijk team won ze goud op de Olympische Zomerspelen in 1992.
Ze studeerde af aan het Minsk Polytechnic Institute (1990).

## Erelijst
- Landskampioen Sovjet-Unie:
  - Tweede: 1989
  - Derde: 1991
- Landskampioen Rusland: 3
  - Winnaar: 1998, 1999, 2000
  - Tweede: 1996
  - Derde: 1995, 1997
- Landskampioen Polen: 2
  - Winnaar: 1993, 1994
- Olympische Spelen: 1
  - Goud: 1992
- Europees Kampioenschap: 1
  - Goud: 1989
- Goodwill Games:
  - Zilver: 1990